# Masacre del Parque Industrial Oeste
La masacre de Parque Oeste fue el asesinato de dos personas sin hogar a manos de la policía militar el 16 de febrero de 2005, en el estado de Goiás, Brasil. Los agricultores formaban parte de un grupo de 3.000 a 4.000 familias que ocupaban tierras abandonadas y que fueron expulsadas por la policía militar.

## Antecedentes
A principios de 2005, entre 3.000 y 4.000 familias ocupaban un área en el Parque Oeste Industrial en "Sonho Real" en Goiânia. Durante una campaña electoral, el gobernador Marconi Perillo del Partido de la Social Democracia Brasileña (PSDB) y la alcaldesa Iris Rezende (PMDB) prometieron públicamente que la comunidad podría quedarse y nunca sería desalojada de la zona. Sin embargo, del 6 al 15 de febrero, la policía militar inició una acción de recuperación denominada "Operação Inquietação" (Operação Inquietação). Rodearon la zona con vehículos, impidieron la entrada y salida de personas y cortaron el suministro eléctrico. Con las sirenas encendidas, sonidos de disparos y explosiones, gas pimienta y gases lacrimógenos, la policía militar promovió el terror entre los residentes y los niños traumatizados.

## La masacre
Luego de esta acción militar, el 16 de febrero, la Policía Militar inició un asedio denominado “Operación Triunfo”, cuando en 1 hora y 45 minutos alrededor de 14 mil personas fueron expulsadas forzosamente de sus hogares. Durante esta pelea, dos personas sin hogar, Wagner da Silva Moreira (21) y Pedro Nascimento da Silva (24), murieron tras recibir disparos en el pecho y el estómago respectivamente, cuarenta resultaron heridos (incluido un parapléjico, Marcelo Henrique) y 800 resultaron heridosh y atascados.

## Secuelas
Aproximadamente 2.500 personas pernoctaron en la Catedral de Goiânia, y fueron alojadas en los Gimnasios Deportivos de Novo Horizonte y del barrio de Capuava durante tres meses y en el Campamento Grajaú durante más de tres años. Durante este período varias personas, principalmente niños y ancianos, murieron a consecuencia de las malas condiciones de vida, sumando más de 20 muertes hasta la entrega de las primeras casas en Real Conquista; Además, se reportó la desaparición de varias personas y se sospechaba que había muertes no identificadas.
En 2014, luego de nueve años de disputa legal por la federalización de las investigaciones, se presentó ante el tribunal estatal el “Caso Industrial Parque Oeste”, el cual concluyó que “no hubo exceso por parte de los policías” que intervinieron en el desalojo.